# Chāl Kal-e Soflá
Chāl Kal-e Soflá (persiska: چال گَلِ سُفلَى, Chālkal-e Soflá, چال کل سفلی) är en ort i Iran.   Den ligger i provinsen Lorestan, i den västra delen av landet, 400 km sydväst om huvudstaden Teheran. Chāl Kal-e Soflá ligger 692 meter över havet och antalet invånare är 135.
Terrängen runt Chāl Kal-e Soflá är kuperad söderut, men norrut är den platt. Runt Chāl Kal-e Soflá är det ganska glesbefolkat, med 28 invånare per kvadratkilometer. Närmaste större samhälle är Poldokhtar, 12,9 km nordväst om Chāl Kal-e Soflá. Omgivningarna runt Chāl Kal-e Soflá är i huvudsak ett öppet busklandskap.